# UGCA 86
UGCA 86 (również PGC 14241) – galaktyka nieregularna znajdująca się w konstelacji Żyrafy w odległości około 10 milionów lat świetlnych od Ziemi. Została odkryta w 1974 roku przez P. N. Nilsona. UGCA 86 jest powiązana grawitacyjnie z IC 342. Galaktyka ta należy do podgrupy IC 342 w grupie galaktyk Maffei.